# Лансароте
Лансароте (ісп. Lanzarote) — острів у складі Канарських островів (ісп. Canarias, España), провінції Лас-Пальмас (ісп. provincia de Las Palmas) в Атлантичному океані.
Назва острова походить від імені генуезького купця Ланселотто Малоцелло, котрий відвідав острів у XIV столітті. Лансароте — третій за чисельністю населення острів Канарських островів після Тенерифе та Гран-Канарія та четвертий за величиною (площа 845,94 км²) острів на архіпелазі. 1993 року ЮНЕСКО проголосило острів біосферним заповідником.

## Опис
Лансароте — найпівнічніший і найсхідніший острів у складі архіпелагу Канарських островів. Він відомий як «острів вогнедишних гір».
Острів розташований за 140 км від узбережжя Африки та за 1000 км від материкової Європи. Адміністративно поділяється на 7 муніципалітетів, найнаселенішим з яких є Арресіфе — столиця острова.

## Історія
Острів було відкрито в 1312 році генуезцем Ланцеротто Малочелло на честь якого острів отримав свою назву Лансароте. Малочелло прожив на острові біля 20 років, поки не покинув його через заколот тубільних індіанців гуанчів. Вперше острів з'явився на морській карті-портолані 1339 року, роботи майорканського картографа Ангеліно Дульсерта. На цій карті біля африканського узбережжя позначено «ulansula de Lançarote Mallucellus» (острів Лансароте Малучелуса), згодом скорочений до «Лансароте». Острів на портолані Дульсерта прикрашено генуезьким прапором — білим із червоним хрестом Святого Георгія, що згідно з картографічними традиціями того часу свідчило або про приналежність острова або про національність його відкривачів.
В 1402 році на острів висадилась експедиція Жана де Бетанкура, який завоював острів у гуанчів і прибрав собі титул короля Канарських островів.

## Вулкани
З 1730 по 1736 рік острів постраждав від серії вивержень вулканів, утворивши 32 нових вулкани на ділянці 18 кілометрів. Внаслідок цього чверть острова покрилася мертвим базальтом і попелом, що дуже негативно впливає на господарство Лансароте. На острові активно ведеться видобуток солі.
У північно-східній частині острова, біля підніжжя гори Корона розташована унікальна вулканічна печера Куева-де-лос-Вердес.

## Туризм
Острів є столицею дайвінгу через вулканічні ландшафти під водою. У 2013 році тут за рік побувало більш як 100 000 дайверів. Під водою є чимало рослин, давні затонулі кораблі, а також вулканічні лабіринти, серед яких найдовший у світі, Атлантида, простягається аж на 7 кілометрів. Проте за вулканічністю криється і небезпека: у деяких місцях на глибині 10 метрів температура сягає 600 градусів за Цельсієм.
Оголошення про школи дайвінгу можна знайти у кожному готелі. Після першого курсу можна занурюватись у воду на глибину до 18 метрів. Аби побувати глибше, необхідно пройти другий курс.
2 березня 2016 року на острові Лансароте був відкритий Атлантичний музей — перший і єдиний в Європі підводний музей.
Тільки сертифіковані дайвери можуть пірнати та оглядати скульптури майстра Джейсона де Кайреса Тейлора Jason deCaires Taylor. Саме де Кайрес був засновником першого парку підводних скульптур на острові Гренада в Карибському морі і музею на узбережжі міста Канкун в Мексиці MUSA (ісп. Museo Subacuático de Arte).
Атлантичний підводний музей Лансароте розташований у захищеній зоні припливів поблизу містечка Колорадос на Плайя Бланка (ісп. la Playa Blanca) на глибині 15 метрів. Першу частину будівництва музею вже завершено і вона має вигляд шести різних скульптурних композицій. Одна з композицій називається Los Jolateros. Це група скульптур дітей на маленьких човниках, як повага до традицій острова Лансароте. Інша складається з 35 статуй людей, що йдуть в одному напрямку, який називається Рубікон. Для цієї композиції моделями стали самі жителі острова. Серед скульптур підводного музею є зображення напівкактусів-напівлюдей (символ гармонійного співіснування людини з природою та демонстрація основних видів кактусів острова).

Починаючи з осені 2014 року, острів став новим місцем гей-туризму.

## Галерея

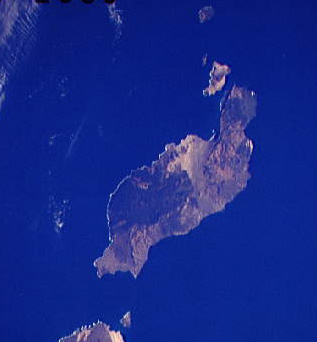
Фотографія острова із супутника
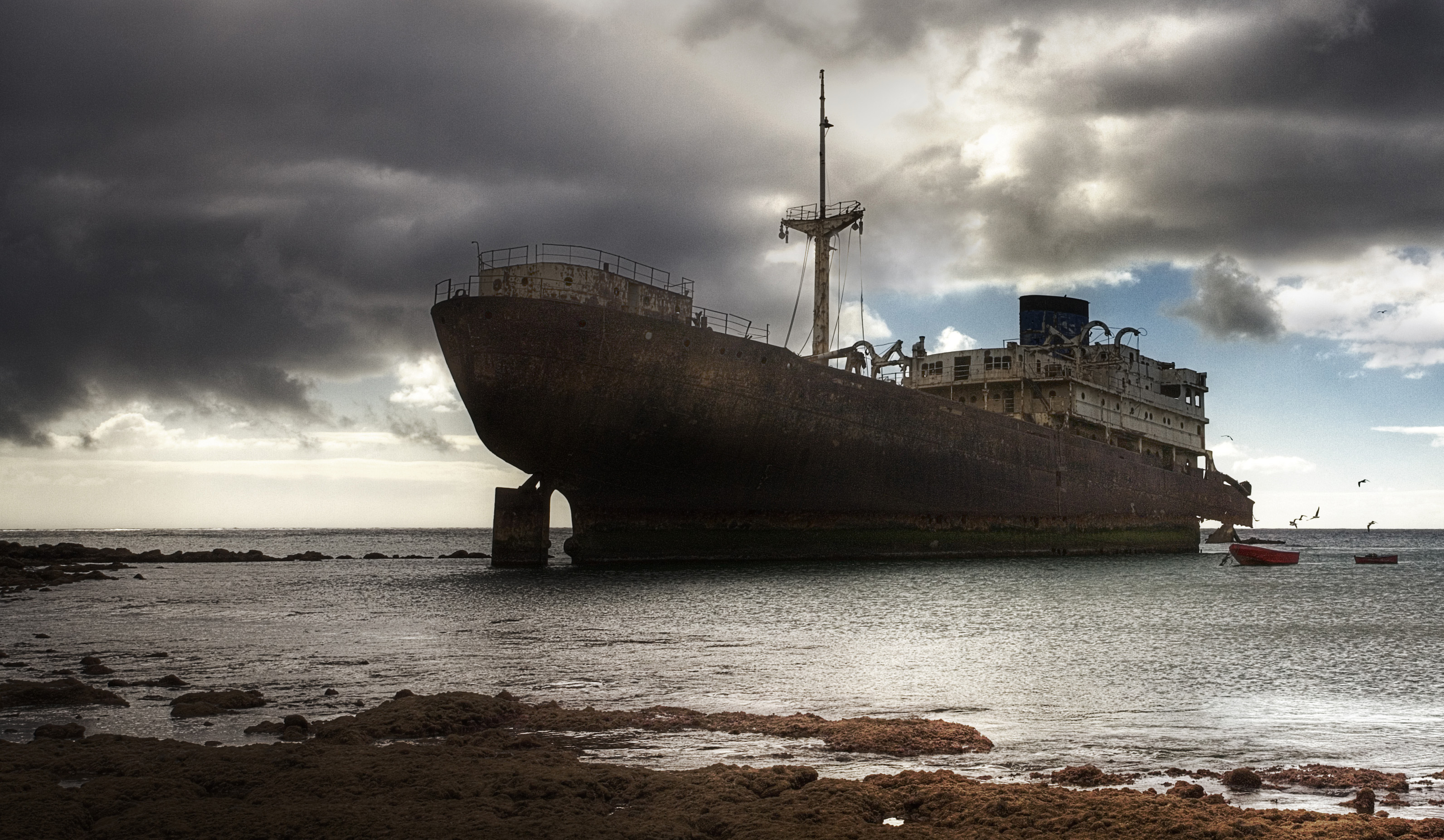
Арресіфе
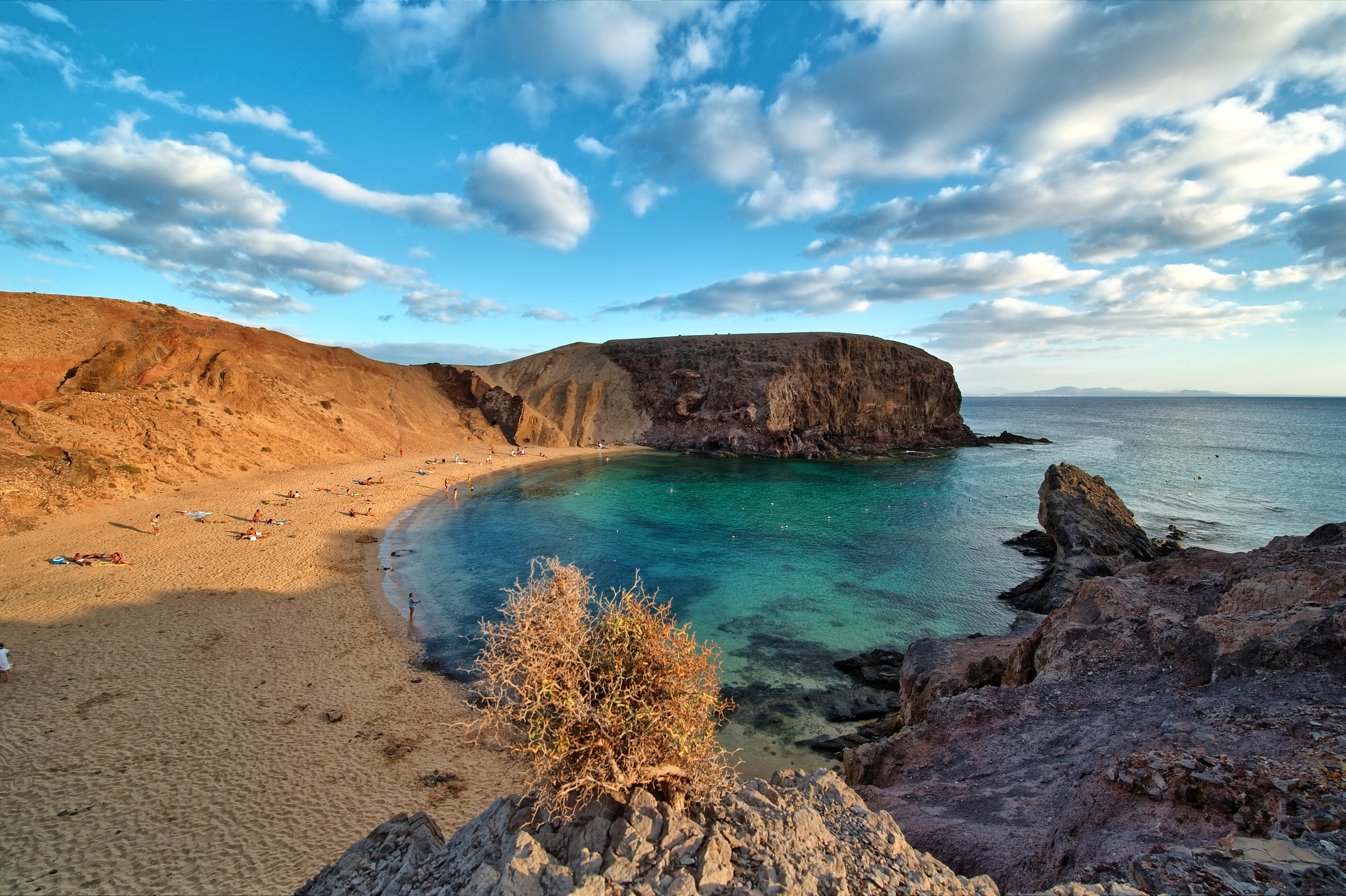
Playa de Papagayo
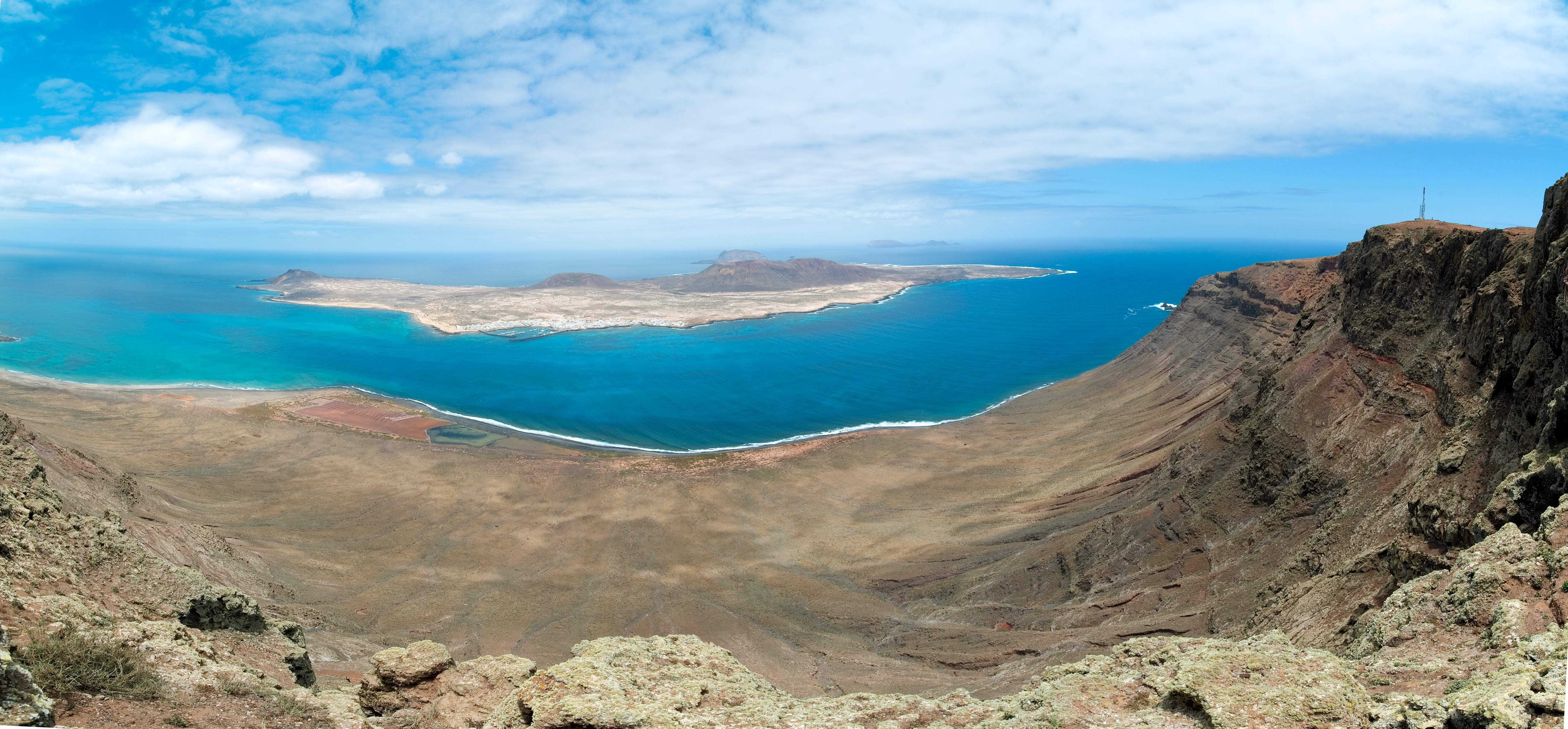
La Graciosa from Mirador Del Rio
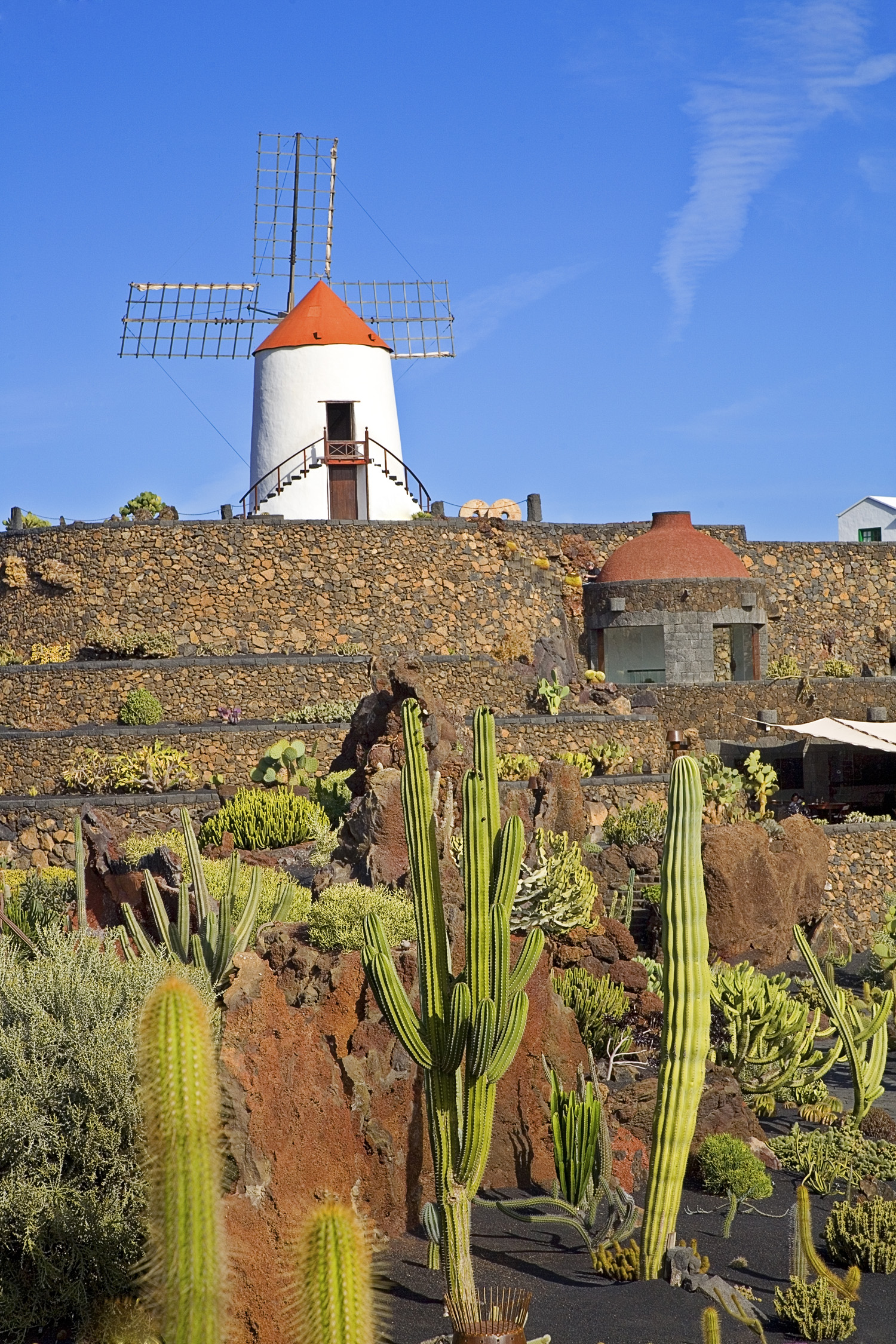
Jardín de Cactus
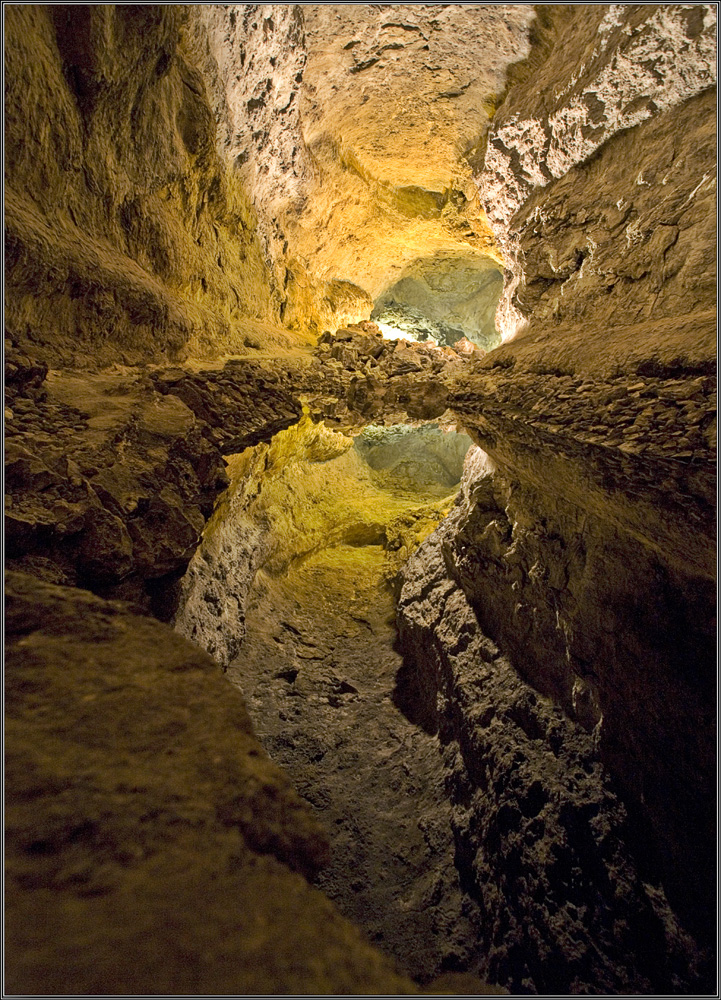
Куева-де-лос-Вердес
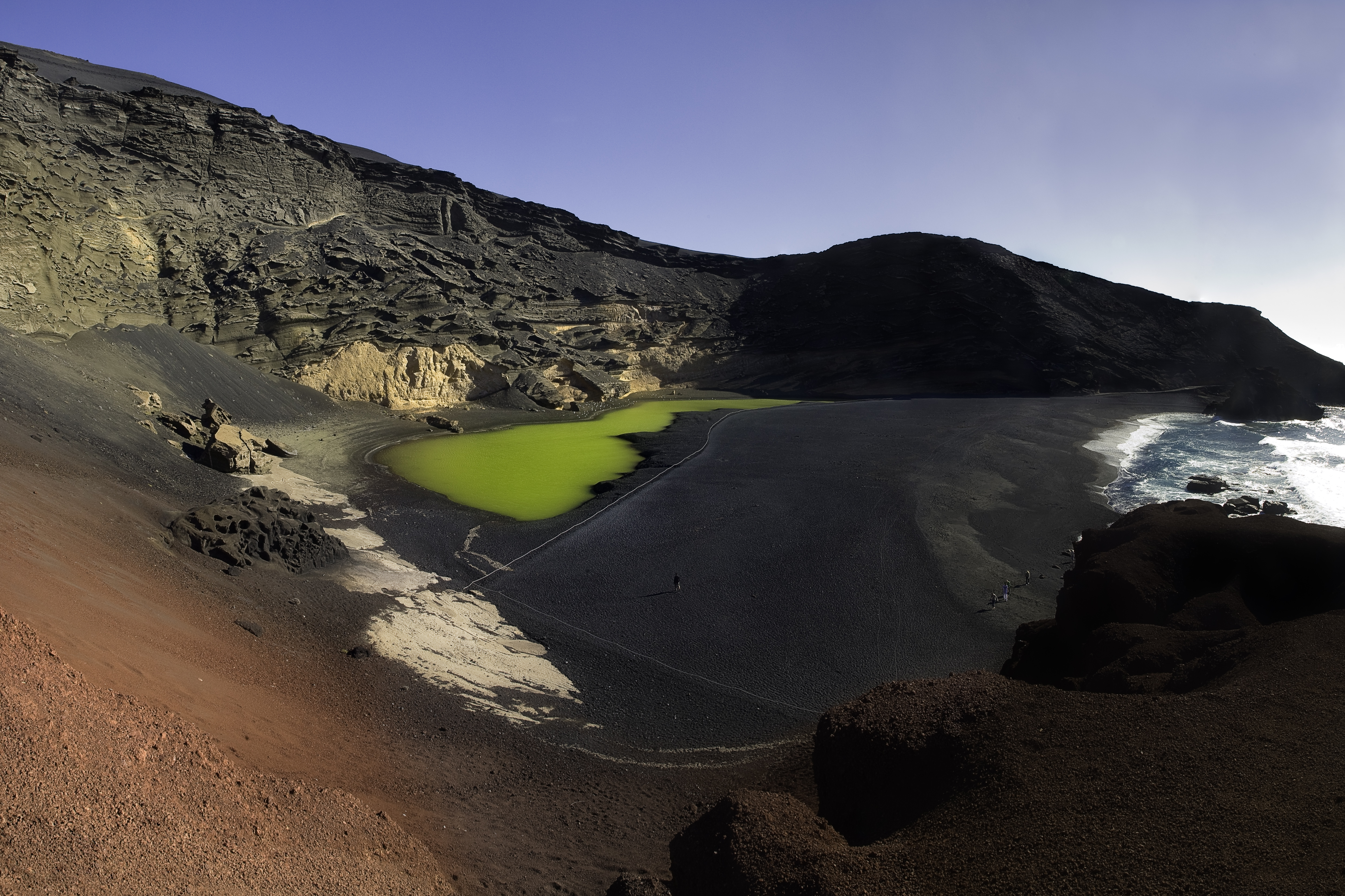
El Golfo
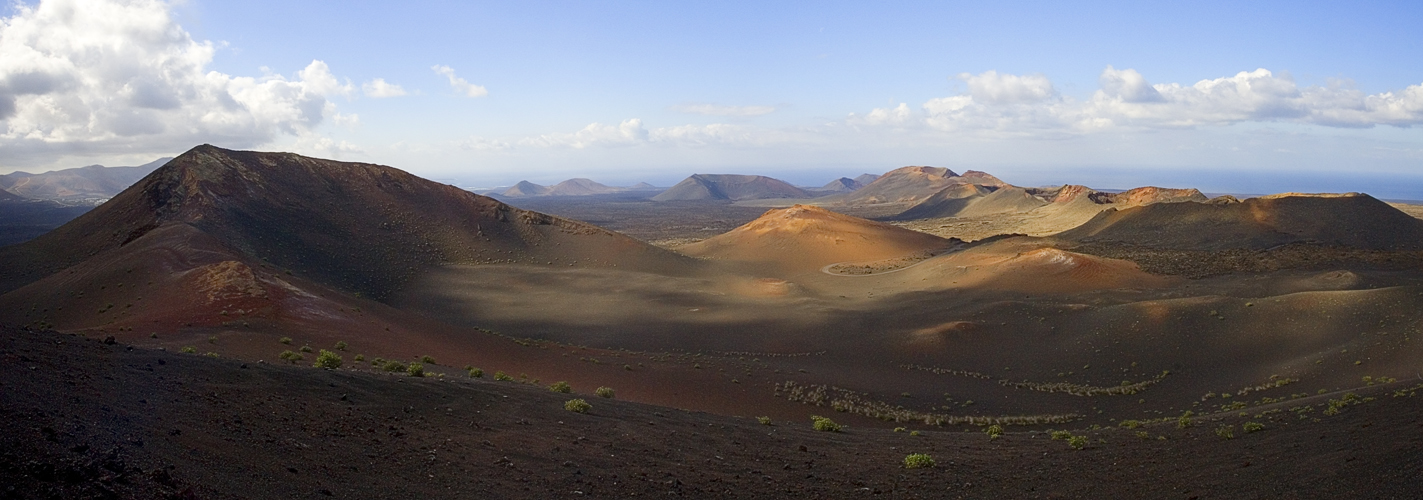
Timanfaya National Park
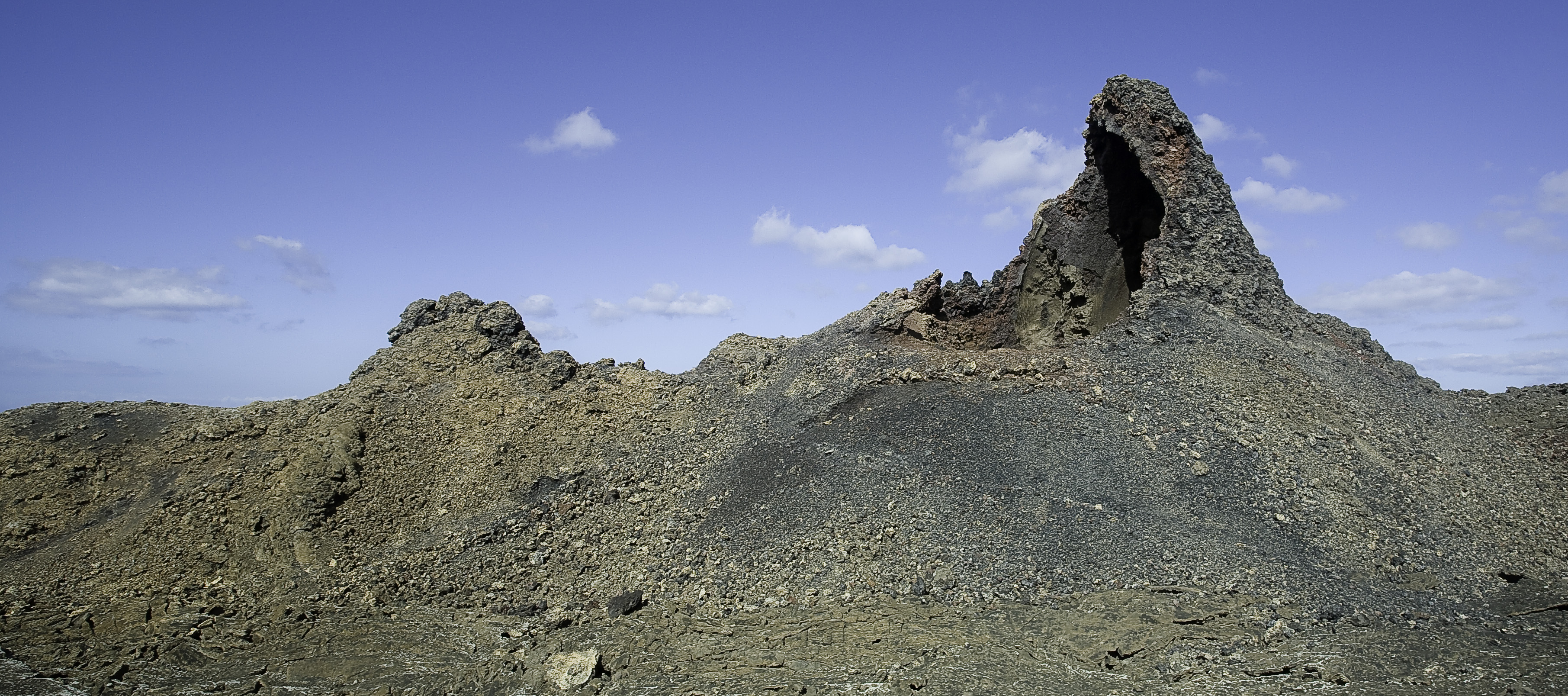
Timanfaya National Park
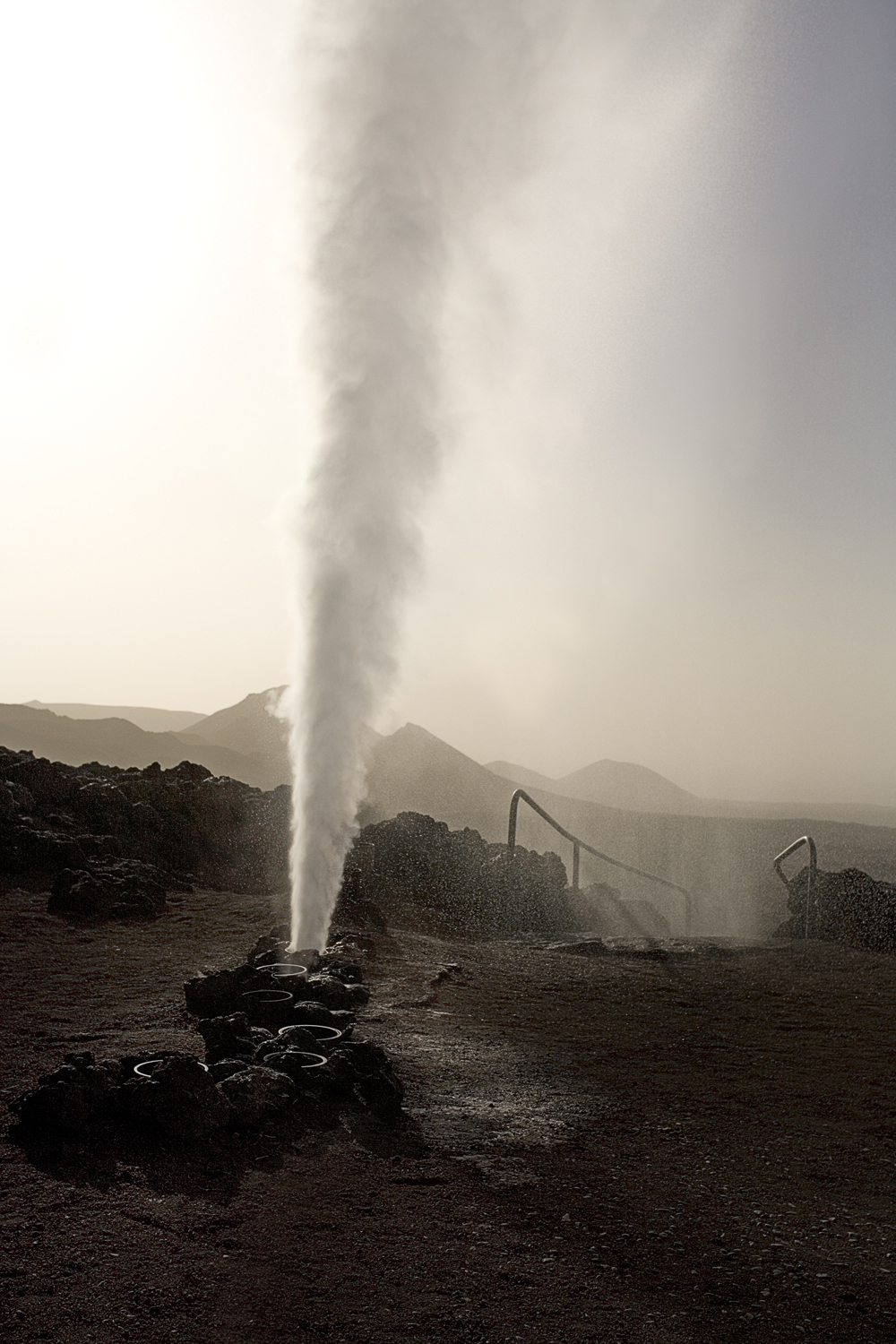
Timanfaya National Park
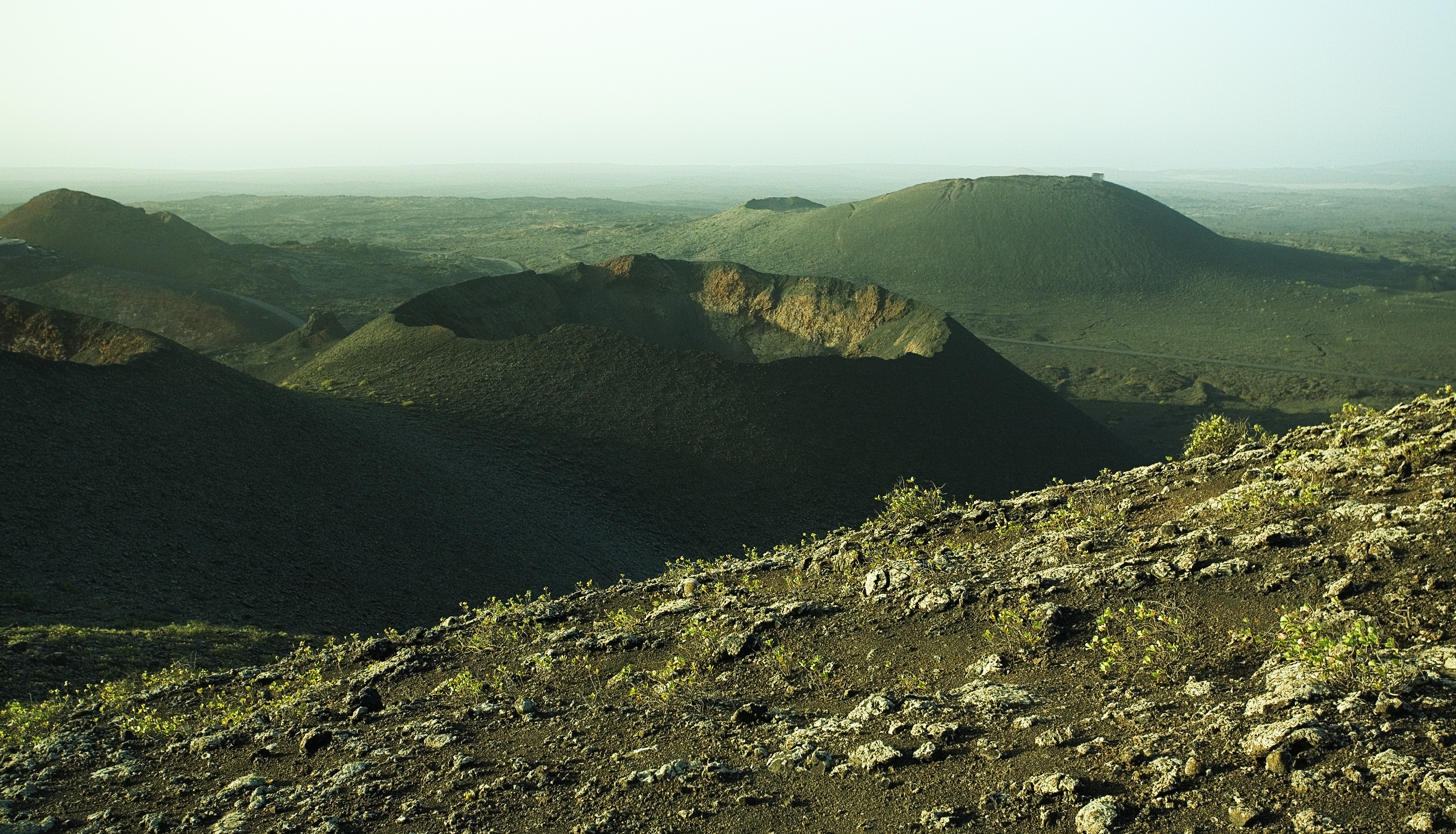
Timanfaya National Park
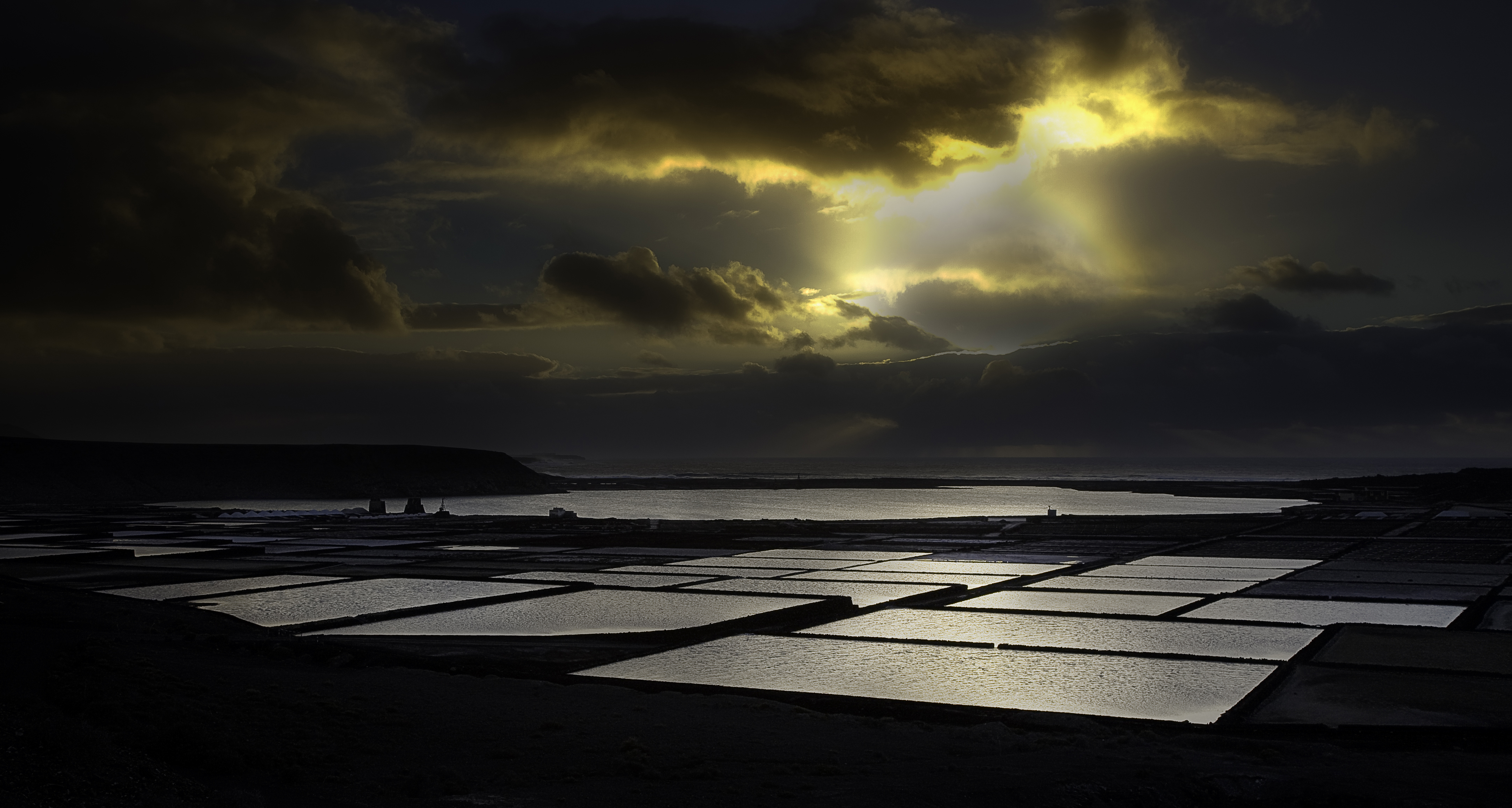
Salinas del Janubio
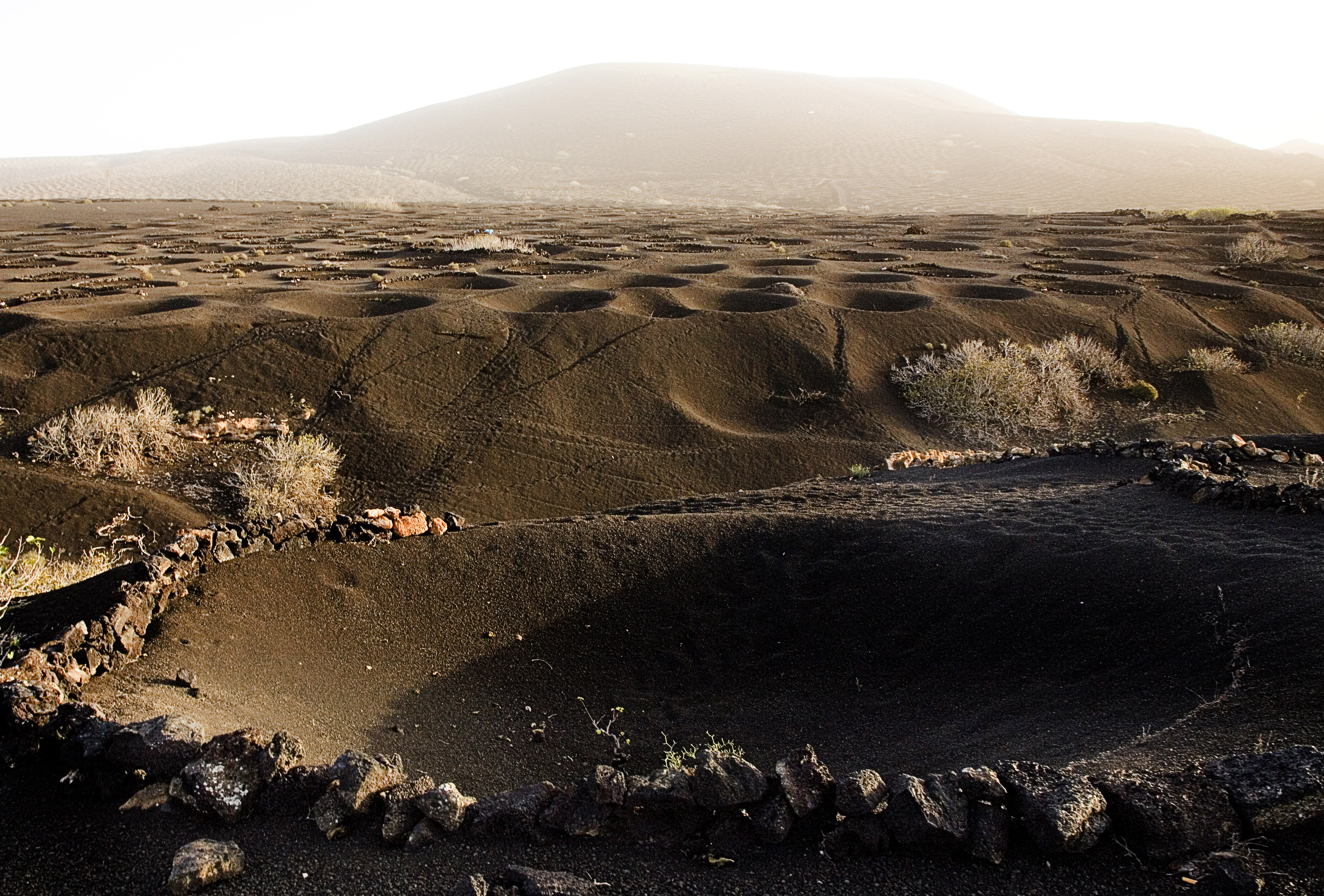
La Geria
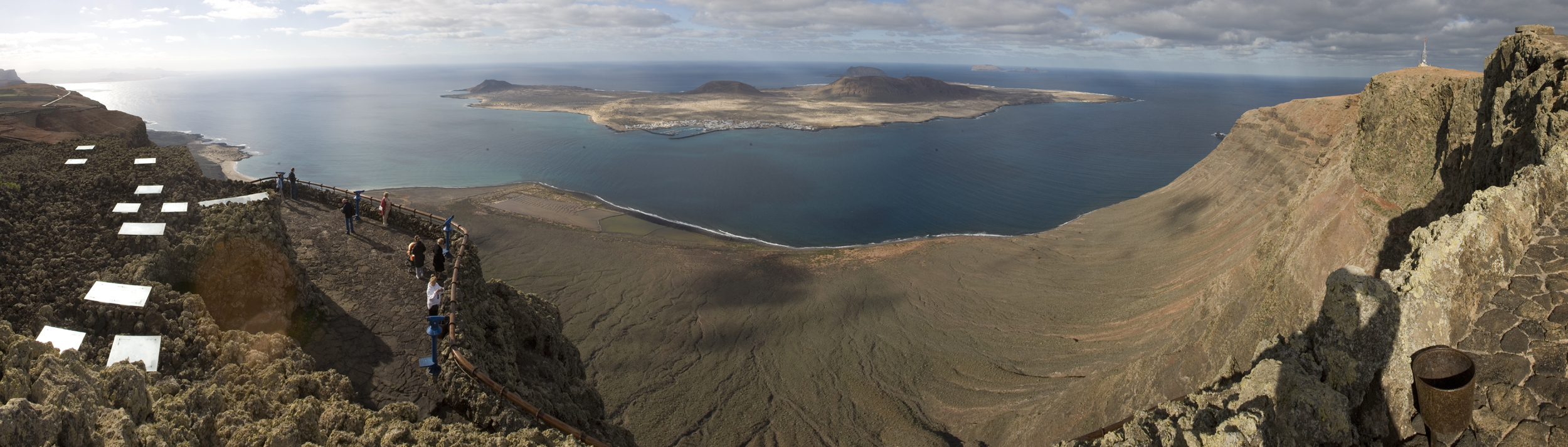
La Graciosa / Mirador Del Rio
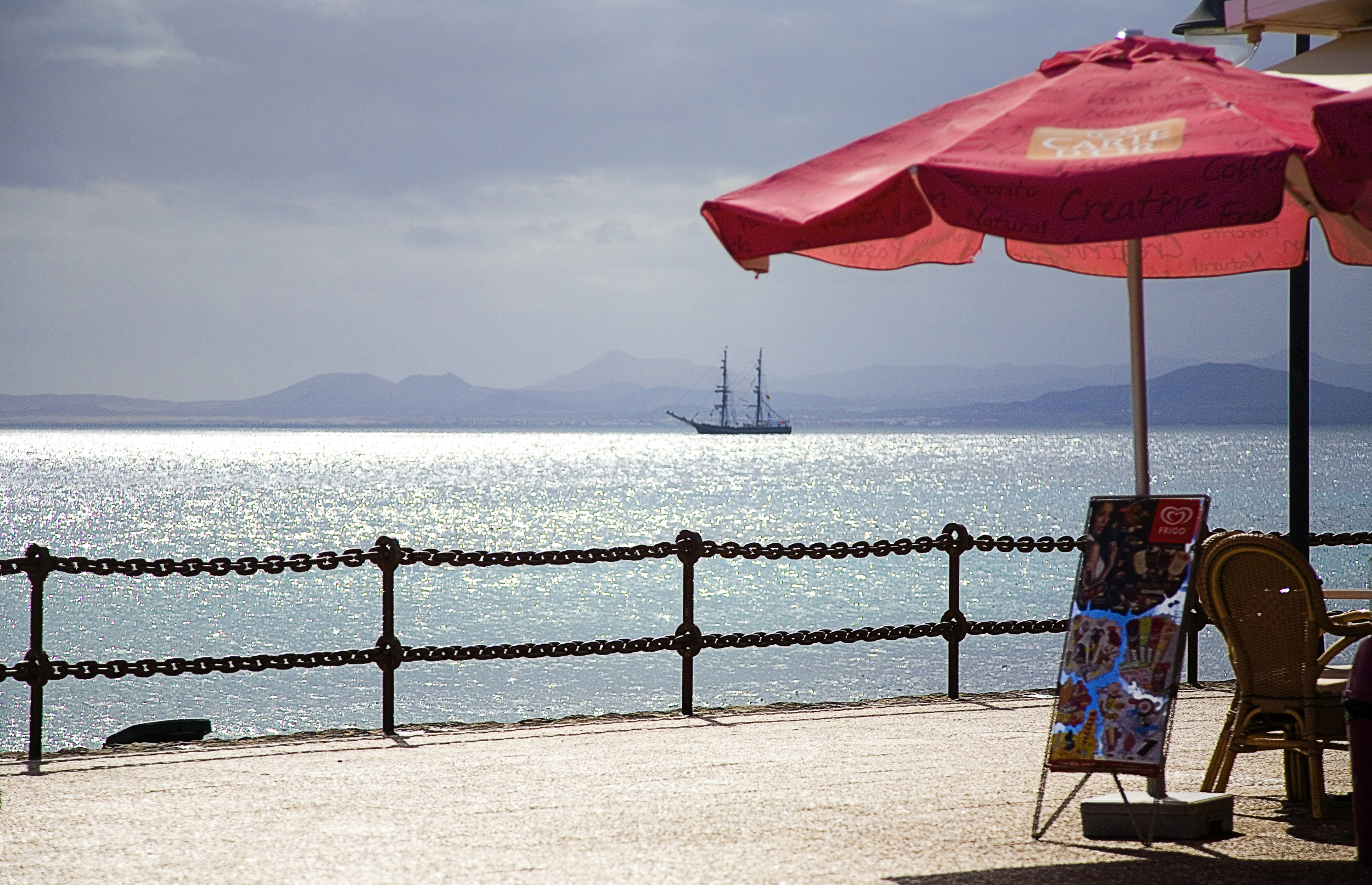
Playa Blanca